# St. Louis Wrestling Club
 St. Louis Wrestling Club - американська федерація реслінґу, яку у 1959 році заснував Сем Мучник. Головна штаб-квартира розташовується у місті Сент-Луїс, штат Міссурі, США. Федерація була членом National Wrestling Alliance і головною сферою впливу було місто Сент-Луїс. У 1985 році припинила своє існування.

## Відомі реслери
- Кен Патера